# مانونگال
نونگال، (سومری: 𒀭𒎏𒃲 dNun-gal، «شاهدخت بزرگ»)، که با نام مانونگال و احتمالاً Bēlet-balāṭi نیز شناخته می‌شود، الهه زندان‌های بین‌النهرین بود که گاهی با جهان زیرین نیز مرتبط است. او به ویژه در دوره اور سوم در شهرهایی مانند نیپور، لاگاش و اور پرستش می‌شد.
شوهر او بیرتوم بود و او را در میانِ درباریان و عروس انلیل می‌دانستند. در متن‌ها همچنین او با خداییان مانند ارشکیگال، نینتینوگا و نینکاسی مرتبط است.
بسیاری از اطلاعات موجود در مورد نقش او در باورهای بین‌النهرین از یک سرود سومری به دست می‌آید که بخشی از برنامه درسیِ کتابت در دوره بابلی باستان بود.

## نام
نام نونگال در سومری به معنای «شاهدخت بزرگ» است. یکی از شکل‌های جمعی از نام که در برخی اسناد گواهی شده است را می‌توان همتای یکی از اصطلاحات جمعی برای خدایان بین‌النهرین، ایگیگی در نظر گرفت.

## شخصیت
جرمیا پترسون مجازات و بازداشت را حوزه اصلی نونگال توصیف می‌کند.
نونگال علیرغم اینکه الهه زندان‌ها بود، به عنوان یک خدای مهربان در نظر گرفته می‌شد.
نونگال همچنین یک الهه زیرزمینی بود، همانطور که از ارتباط او با ارشکیگال و لقب نینکورا، «بانوی جهان زیرین» که در طلسمات به او اطلاق می‌شد، نشان داده می‌شود.

## ارتباط با سایر خداییان
همسر نونگال بیرتوم بود که نامش در زبان اکدی به معنای «بند» یا «غل و زنجیر» است. در حالی که این واژه از نظر گرامری مونث است، این خدایی مرد بود. بیرتوم همچنین در فهرست‌های خدا در میان خدایان جهان زیرین دیده می‌شود که با نرگال در ارتباط هستند. از آنجایی که نونگال عروس انلیل خطاب می‌شود، بیرتوم احتمالا پسر او بوده است. نونگال را «ناظر واقعی انلیل»، agrig-zi-dEn-lil-lá، نیز خطاب می‌کردند. در فهرست خدای آن = آنوم، خدایی به نام دالوم که آنتوان کاوینیو و مانفرد کربرنیک معنای آن را به سرف‌داری (Frondienst) ترجمه کرده‌اند، به عنوان پسر نونگال ظاهر می‌شود. بنا بر سرود نونگال مادر او ارشکیگال و پدر او آنو است که البته امکان دارد عبارت آخر دقیق نباشد.
نونگال در توصیف سفر آیینی پابیلساگ به لاگاش ظاهر می‌شود. گفته شده که او به عنوان یک خدایی قاضی با او ارتباط داشته، اما همچنین ممکن است به دلیل او با دنیای زیرین ارتباط برقرار کرده باشد.